# Amorphophallus pusillus
Amorphophallus pusillus là một loài thực vật có hoa trong họ Ráy (Araceae). Loài này được Hett. & Serebryanyi mô tả khoa học đầu tiên năm 1994.